# Ilie Bărbulescu
Ilie Bărbulescu (ur. 24 czerwca 1957 w Pitești, zm. 1 lutego 2020 tamże) – rumuński piłkarz, występował na pozycji lewego obrońcy, i trener piłkarski. Jest wychowankiem klubu Argeș Pitești, w którym spędził jedenaście lat. W tym czasie zdobył dwa tytuły mistrza kraju (1972 i 1979). Później grał w FC Olt Scornicești i Petrolulu Ploiești. Od 1984 do 1987 roku był zawodnikiem Steauy Bukareszt, z którą trzykrotnie wywalczył mistrzostwo Rumunii, ponadto triumfował w Pucharze Mistrzów oraz Superpucharze Europy. Był podstawowym zawodnikiem bloku defensywnego, który – oprócz niego – tworzyli Ștefan Iovan, Miodrag Belodedici i Adrian Bumbescu. Po rozstaniu ze Steauą grał jeszcze przez cztery lata w klubach niższych ligi. Piłkarską karierę zakończył w 1991 roku. Po zakończeniu kariery był trenerem młodzieży w Steaule.

## Sukcesy piłkarskie
- mistrzostwo Rumunii 1972 i 1979 z Argeș Pitești
- mistrzostwo Rumunii 1985, 1986 i 1987, Puchar Rumunii 1985 i 1987, Puchar Mistrzów 1986, Superpuchar Europy 1987 ze Steauą Bukareszt